# Aphis caryopteridis
Aphis caryopteridis är en insektsart. Aphis caryopteridis ingår i släktet Aphis och familjen långrörsbladlöss. Inga underarter finns listade i Catalogue of Life.